# Široká veža
Široká veža (polsky Mały Lodowy Szczyt) je horský vrchol o nadmořské výšce 2461 m ve Vysokých Tatrách na Slovensku.

## Přístup
Prvovýstup podnikli v roce 1896 Johann Hunsdorfer st. a József Déry. Vrchol je turisticky nepřístupný, nejbližší turisticky značené cesty vedou přes sedla Sedielko a Priečne sedlo. Stěna Široké věže je využívána pro horolezecké aktivity.